# Daphnopsis occidentalis
Daphnopsis occidentalis är en tibastväxtart som först beskrevs av Olof Swartz, och fick sitt nu gällande namn av Carl Karl Wilhelm Leopold Krug och Urb.. Daphnopsis occidentalis ingår i släktet Daphnopsis och familjen tibastväxter. Inga underarter finns listade i Catalogue of Life.